# Mogi Guaçu
Mogi Guaçu est une ville brésilienne de l'État de São Paulo. Sa population était estimée à 138 520 habitants en 2010. La municipalité s'étend sur 885 km2.

## Histoire
Coupée par la rivière qui conduit à son nom, dont la signification dans la langue des premiers habitants est « serpente le Rio Grande » (la possibilité de débat ouvert de la tribu des Tupi-Guarani ou des Kayapo). Elle a été traduite par erreur il y a plusieurs années comme « Rio Grande de serpents », mais c'est la traduction de «walk-la lettre ». Avec l'arrivée des pionniers qui ont voyagé vers l'ouest et l'exploitation minière Goiás, à la recherche de l'or, la population indigène était en baisse, et le Mojiguaçu rivière, un village a été formé pour donner l'atterrissage Pathfinder.
Le développement économique a commencé avec la production de café et l'installation de la branche ferroviaire du Chemin de fer Mogiana (1875). Le 9 avril 1877, la ville de Field Conception est devenue Mogi Guaçu. Il est devenu région seulement décembre 1930 de 1966.
Avec l'abolition de l'esclavage, a été initié par la phase industrielle d'immigrés italiens qui se sont installés les premières céramiques - le pionnier fut le Père Joseph Armani avec sa fabrique de tuiles. Cela est dû à la grande quantité d'un type d'argile trouvés dans la ville, appelé Tagua.
Aujourd'hui, Mogi Guaçu a un profil de diverses entreprises de logement, dans le domaine des pâtes et papiers, l'énergie, la métallurgie et les produits cosmétiques, entre autres, dispersés dans cinq districts industriels. En plus de la diversification industrielle, les caractéristiques de quelques municipalités, Mogi Guaçu se distingue également par sa production agricole de l'orange (qui occupe le troisième rang dans l'État de production) et la tomate (la troisième place dans la production de l'état). Le commerce a également accédé à l'indépendance, en attirant les consommateurs des villes voisines. Le commerce s'est développé autour de l'église paroissiale Notre-Dame de l'Immaculée Conception, qui est devenu le saint patron de la ville, situé dans le carré Rui Barbosa, connuasCorner.
Les mouvements font aussi l'histoire culturelle de la ville. Il y a 22 ans est effectuée Feteg (Festival de théâtre étudiant Guaçuano), il y a 21 réunions du chorales. Les maisons Centre Culturel de l'École Municipale d'Art de début (EMIA) et le Théâtre Municipal Tupec avec une capacité de 450 sièges. Dans les sports, l'un des événements les plus traditionnel est le sport Guaçuana Marathon, qui se tient depuis 32 ans.

## Géographie
- Surface totale : 885 km ²
- Zone urbaine : 47,63 km ²
- Districts : 225

## Relief
- Topographie : vallonné, mais certains le plan de la banlieue nord, par exemple, Parque Cidade Nova et Jardim Ypê.
- Altitude moyenne : 640 mètres
- Altitude du point le plus élevé : 838 mètres (Jardim Bela Vista)
- Basse altitude : 540 (Sete Lagoas subdivision)

## Tremblement de terre de 1922
Mogi Guaçu eu le tremblement de terre de la deuxième plus grande enregistrée dans l'État de São Paulo (5,1 Richter)
Les données sur le séisme de l'Guaçu jour 27/01/1922 Mogi ont été enregistrées par la station sismographique de l'Observatoire national de Rio de Janeiro.
À cette époque, la ville avait peu d'habitants (environ 11 000) a provoqué plusieurs fissures dans de nombreux bâtiments et de la chute d'objets dans les maisons des habitants effrayés sont convenus que la nuit
Rapport des résidents plus âgés, et la secousse a été ressentie dans toute la région.

## Climatique
Le climat est tropical d'altitude avec un hiver sec (Köppen CWA), avec une température minimale moyenne de 14 °C et maximale 26 °C. L'été est chaud et humide, avec des températures entre 18 et 28 °C, avec des pics de maximum et minimum de 35 °C et peut atteindre 14 °C. Le printemps commence les pointes sèches et humides, et cette saison plus oscillatoires en matière de température, de sorte que nous puissions enregistrer au minimum autour de 7 °C et le maximum qui peut dans de rares cas atteindre 36 °C. À l'automne commence est légèrement humide et sec au cours de la semaine. Mars et avril peuvent encore enregistrer des pics de 30 °C et des températures minimales supérieures à 15 °C, ce qui est plus rare avec la proximité du mois de mai, où le maximum dépasse rarement 26 °C et atteignent rarement le minimum de 13 °C. À l'automne, nous pouvons atteindre ce minimum de 5 °C en mai et juin 2 °C et un maximum de victimes, qui sont parfois moins de 12 °C ou plus, surtout en début de saison. L'hiver est sec, mais l'entrée de fronts froids ne sont pas rares. Les températures maximales sont autour de 22-23 °C en juin et juillet, et atteindre le niveau de 25-28 °C en août et début septembre, où les journées sont très secs communs avec grandes variations de température, où la température est 10 °C le matin et atteint 28-29 °C durant l'après-midi. Minimum atteignent rarement 1 °C, mais peut se produire et une portée maximale de plus de 30 °C, surtout au mois de septembre. La température la plus basse jamais enregistrée dans Mogi Guaçu était de -4 °C en juin 1918 et le plus élevé était de 38,8 °C en novembre 1985.
- Climat : Altitude tropicale
- La température moyenne annuelle : 21 °C
- Température minimale moyenne ann uelle : 15 °C
- Température maximale annuelle moyenne : 27 °C
- Basse Température: -4 °C en 1918
- La température la plus élevée: 38,8 °C en 1985
- Les précipitations annuelles: de 1,750 mm 1,200 mm sera
- Annuel moyen de jours de gel: 2

## Économie
- IDH M le revenu: 0,752

La ville de Mogi Guaçu a été trouvé en 2007, pour une autre année, l'un des «300 villes les plus dynamiques au Brésil », selon le magazine brésilien Atlas du marché, la Mercantil Gazeta (édition de mai 2007). Mogi Guaçu occupe la 65e place parmi les municipalités qui ont obtenu des résultats au-dessus de la moyenne nationale (120 % en moyenne). Dans le classement des marchés de consommation de la Division, le comté a un indice de la consommation potentielle 0,109 %, par rapport à la population de 141 559.

### Commerce
Commerce à Mogi Guaçu indepedente et est une plaque tournante du commerce et couramment Baixada Mogiana sont plus de 7 000 magasins et le commerce des services, avec des réseaux de franchise diveros et plusieurs réseaux nationaux et internationaux de détaillants sont concentrés dans le centre-ville. Dans la ville il y a un centre dans la région centrale, le Buriti Shopping (Mogi Guaçu), qui a été inauguré le 22 novembre 2012, qui a comme magasins piliers: Boutiques américaine, Tente de gros, C&A, Brook Boutiques et Colombo, en plus de compter avec 5 et 3 salles de cinéma dans le cinéma en 3D Cineflix, couvre une superficie de 400 000 habitants.

### Industries
1. Mahle
2. International Paper [3]
3. Corn Products Brasil- Unilever
4. Sandvik
5. Cerâmica Lanzi
6. Coelbra
7. Ecoplas Equipamentos Industriais Ltda
8. FAG - Ferros e Aço Guaçu
9. Fundição Balancins
10. Juma-Agro
11. Mallmann tomates
12. Networker Engenharia
13. Plastseven
14. Vita Suco
15. Bom Sono
16. Global Enterprises ltda

## Démographie
Les données du recensement de 2010
- Population
  - Urbain : 130.366
  - Rur : 6.950
  - Hommes : 68.115
  - Femmes : 69.171
  - Précis : 137.286
- Densité de population urbaine : 2.737 hab/km²
- Densité de population Rur : 8 hab/ hab/km²
- Taux de fécondité (Jeunes femmes) : 1,99 ;

La classe sociale
- classe moyenne, A,B e C : 84,7 %
- Classe pobre, D e E : 15,3 %

## Infrastructure
- Index de Développement Humain (IDH): 0,813

### Éducation
- FundaçãoEducacional Guaçuana
- Faculdade Municipal Professor Franco Montoro [4].
- Faculdade Maria Imaculada
- Faculdade Mogiana do Estado de São Paulo [5].
- Faculdade e Colégio São Francisco
- Senac Mogi Guaçu
- Anglo Mogi Guaçu
- Educar
- ETEC Mogi Guaçu.
- Senai Mogi Guaçu

Indices
- Alphabétisation : 92,88 %
- IDH M Education : 0,886

### Santé
- Hospital São Francisco (Mogi Guaçu)
- Hôpital Municipal Doutor Tabajara Ramos
- Hospital da Irmandade da Santa Casa Misericórdia de Mogi Guaçu
- Ambulatório Médico de Especialidades
- Dans la ville il y a des dizaines de cliniques, comme Spazio Day, Vie premier ministre et plusieurs

Il y a aussi 15 * UBS (Unité de santé de base) dispersés dans la ville
- Samu de services (soins d'urgence mobile)
- UPA (Unité des services d'urgence) Ypê Pinheiros
- UPA (soins d'urgence Ubidade) Jardim Santa Marta

Indices
- Mortalité infantile à 1 an (pour mille naissances vivantes) : 12,75
- Espérance de vie (en années) : 72,98
- IDH M-Longévité : 0,800

### Voies
Autoroutes
- SP-340 - Campinas Road - Mococa
- SP-342 - Autoroute Guaçu Mogi - São João da Boa Vista

Le SP-340 est la route la plus importante de la ville. La ville possède également plusieurs routes internes et les routes secondaires en raison de la grande taille de la zone rurale entre eux sont les liens: Mogi Guacu - Conchal, Mogi Guaçu - Casque, Mogi Guaçu - Itapira Mogi Guaçu - Estiva Gerbi, Mogi Guaçu - Espírito Santo do Pinhal.
Principales voies
- En Mogi Guaçu il existe de nombreuses possibilités qui facilitent le transit, a souligné le Avenida Nove Avril qui fait le lien important du centre-ville au nord de la ville. Depuis le centre de la vedette sud Avenue Mogi Mirim, la voie principale reliant les deux villes. La circulation en ville itinéraire le plus vaste et le plus grand est le Workers 'Avenue. Maintenant, avec un plus grand mouvement pour la construction de Cuasa Buriti Shopping (Mogi Guaçu) dans la zone Ouest Brésil Avenue ont déjà des problèmes de congestion, quelque chose d'ici la fin de l'année 2012 devrait être planifié pour soulager le trafic Avenida Brésil où vous pouvez obtenir plus de 100 000 voitures par jour après l'inauguration de l'achat.

- Le parc municipal en Août 2012 était 86 941 véhicules, dont seulement 47 039 voitures et 21 208 camions motos et 2341, 381 autobus et 386 minibus.

Selon les données de la Direction Nationale - Département national de la circulation en Décembre 2012, Mogi Guaçu eu la plus grande flotte de 133 véhicules au Brésil et la plus grande flotte de véhicules 44e dans l'état .

## Image
Fichier:Centro mogi guacu.jpg| centre-ville
Fichier:Bairrodacapelanoite2012.jpg| Chapelle
Fichier:Rio Moji-Guaçu.JPG| Moji Guaçu rivière
Fichier:Avenidazocentronortedemogiguacu.jpg| Avenue Julio Xavier
Fichier:Antigasolariasdemogiguaçu.jpg| poteries antiques
Fichier:Mogiguacuamanhecer2013verão.jpg| partielle

## Maires
| Période | Période | Identité                | Étiquette | Qualité |
| ------- | ------- | ----------------------- | --------- | ------- |
| 2009    | 2012    | Paulo Eduardo de Barros | PV        |         |